# Ruellia terminalis
Ruellia terminalis är en akantusväxtart som först beskrevs av Christian Gottfried Daniel Nees von Esenbeck, och fick sitt nu gällande namn av D.C. Wasshausen. Ruellia terminalis ingår i släktet Ruellia och familjen akantusväxter.

## Underarter
Arten delas in i följande underarter:
- R. t. grandiflora
- R. t. pogonicaulis